# Илманду
Илманду (эст. Ilmandu) — прибрежная деревня на севере Эстонии в волости Харку, уезд Харьюмаа. В деревне проживают 270 человек (2007 год).

Деревня располагается по обеим сторонам дороги Таллин-Клоога и северной частью выходит на море.